# Miklós Esterházy de Galántha

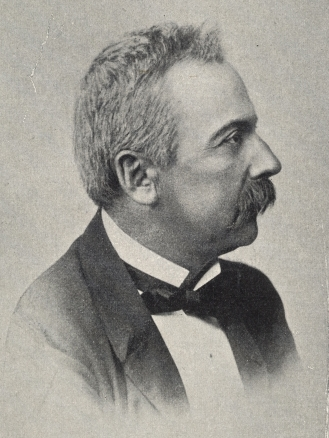
Miklós Pál Esterházy

Miklós Pál (Nikolaus Paul) Graf Esterházy de Galántha (* 5. Dezember 1839 in Wien; † 7. Mai 1897 in Tata, Komitat Komárom) war ein österreichisch-ungarischer Hochadliger aus dem Haus Esterházy, Großgrundbesitzer, Pferdesportler und Begründer des Wiener Jockey-Clubs. Er war Mitglied des ungarischen Magnatenhauses.

## Leben
Miklós Pál war der jüngste Sohn von Miklós Ferenc (Nikolaus Franz) Graf Esterházy de Galántha (* 1804, † 1885) und seiner Ehefrau Gräfin Maria von Plettenberg-Mietingen (* 1809, † 1859) aus dem Haus Plettenberg.
Mit seinen Brüdern verbrachte er seine Kindheit in Wien und auf Schloss Nordkirchen in Westfalen. Er war das Lieblingskind seiner Mutter Maria von Esterházy, die ihm ihr persönliches Erbe Schloss Nordkirchen vermachte. Über sein Privatleben ist wenig bekannt. Er hatte zwei große Liebhabereien: den Reitsport und das Theater.

### Pferdesportler
Esterházy war von Jugend an ein ausgezeichneter und waghalsiger Reiter, und so entwickelte er sich zu einem der berühmtesten Reiter seiner Zeit. 1869 war er mit 27 Siegritten der erfolgreichste Herrenreiter des europäischen Kontinents. Er engagierte sich für den Rennsport, was ihm den Spitznamen „Sport-Niki“ einbrachte.
Sein Name war in einschlägigen Kreisen weit über die Grenzen der Habsburgermonarchie hinaus bekannt. Als glühender und langjähriger Verehrer der Kaiserin Elisabeth von Österreich war er ein gern gesehener Teilnehmer an den Jagdgesellschaften der Kaiserin. Er wurde zu ihrem bevorzugten Begleiter bei deren Reitjagden und betätigte sich als „master“ (Leiter) bei zahlreichen Parforcejagden der Kaiserin auf Schloss Gödöllő (Getterle).
Nikolaus erbte von seiner Mutter das Schloss Nordkirchen südlich von Münster. Hier richtete er auf der Schlossinsel im Jahre 1868 mit anderen adligen Vollblutzüchtern das Erste Westfälische Vollblutgestüt ein, das sich mit der Zucht von Rennpferden beschäftigte. Ende des 19. Jahrhunderts ließ er den Rennplatz südlich des Westgartens anlegen. Zuletzt führte er das Gestüt, das für einige Jahre der größte Rennstall in Westdeutschland war, alleine. Als er 1897 unvermählt starb, fiel das Schloss Nordkirchen an seine ungarischen Verwandten, die jedoch kein Interesse an der Anlage hatten und deshalb den gesamten Besitz 1903 an den Herzog Engelbert-Maria von Arenberg verkauften. Sein ungarischer Besitz war Schloss Esterházy in Tata (Totis).
Esterházy wurde zu einem der bedeutendsten Förderer des Trabrennsports in Österreich-Ungarn. Auf seine Anregung hin wurde am 28. Dezember 1866 der Österreichische Jockey-Club in Wien gegründet. Die erste Hauptversammlung, in der Esterházy zum Präsidenten des Clubs gewählt wurde, fand am 17. Februar 1867 statt. Der Club veranstaltete verschiedene Rennen; das erste Rennen fand am 23. Mai 1867 und das Erste Österreichische Derby am 21. Mai 1868 statt. 1868 fusionierte der Jockey-Club mit der Wiener Wettrenn-Gesellschaft, der die Galopprennbahn Freudenau gehörte. Am 15. Mai 1870 wurden die nach Plänen von Carl von Hasenauer errichteten beiden neuen Tribünen eröffnet. 1886 wurde erstmals das Graf-Nikolaus-Esterházy-Memorial ausgetragen, das über viele Jahre fortbestand.

### Theaterbauer

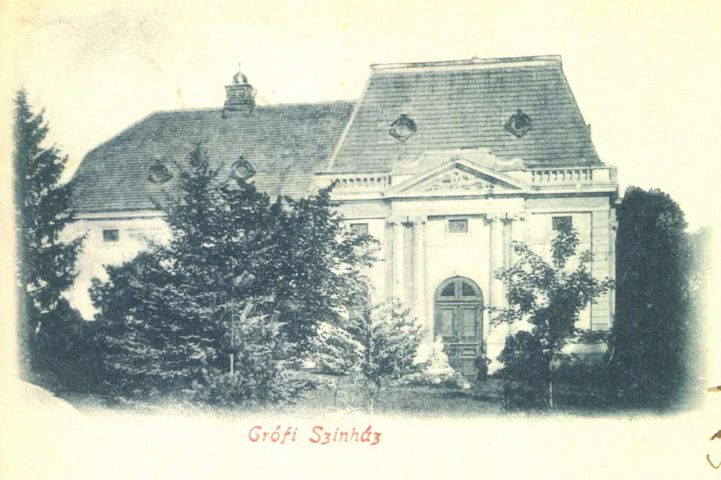
Privates Schlosstheater des Grafen Miklós Esterházy in Tata

Mit Miklós Esterhazys Namen ist auch der Bau des letzten privaten Schlosstheaters in Ungarn verbunden. Als berühmter Reiter, der auch auf seinem Gut in Tata Reitturniere und Derbys veranstaltete, wollte er seine Gäste auch am Abend unterhalten und deshalb ließ er auf seinem Gut ein Theater, das zweihundert Plätze umfassen sollte, errichten. Zu diesem Zweck wurden die Wirtschaftsgebäude neben dem Teich zu einem Theater umgebaut. Die erste Theateraufführung fand am 7. Mai 1888 statt. Als Theaterleiter beschäftigte er den Maler und Opernsänger Béla Pállik. Da er das Theater jedoch weiter verschönern wollte, beauftragte er die berühmten Theaterarchitekten Fellner und Helmer mit der Ausführung weiterer Arbeiten. Für die Ausgestaltung der Wände wurde der junge Gustav Klimt berufen; das Deckenfresko stammte von den ungarischen Maler Árpád Feszty. Viele prominente Besucher des damaligen öffentlichen Lebens besuchten das Theater. Nach dem Tod von Esterhazy fanden in diesem Theater keine Aufführungen mehr statt. Das Gebäude verfiel allmählich und wurde baufällig. 1913 wurde der Bau auf Veranlassung der Erben Esterházys abgerissen. Heute erinnert nur mehr ein Gedenkstein an diesen ehemaligen pompösen Bau.
Esterházy verstarb unvermählt auf seinem Gut, auf Schloss Esterházi in Tata in Ungarn und wurde auch dort bestattet.